# Cocoa Beach
Cocoa Beach város az USA Florida államában, Brevard megyében. Lakosainak száma 11 354 fő (2020. április 1.).

## Népesség
A település népességének változása:

| 2010 | 11 231 |
| 2020 | 11 354 |